# Anton Demšar
Anton Tone Demšar, slovenski fotograf, krajinar? * 1921, † 2007

## Priznanja in odlikovanja
Leta 1980 je prejel nagrado Prešernovega sklada »za razstavo v galeriji Labirint«.